# Might and Magic IV: Clouds of Xeen
Might and Magic IV: Clouds of Xeen is het vierde computerspel in de Might and Magic serie, ontworpen door New World Computing.

## Verhaal
MMIV focust zich op de gebeurtenissen die zich afspeelden na Might and Magic III. Er zijn grote problemen in de wereld van Xeen. Een mysterieuze vijand, genaamd Lord Xeen, heeft het land veroverd en verspreidt overal chaos. Een nieuwe groep avonturiers wordt gevormd om hem te stoppen en het land Xeen te redden.

## Het spel
MMIV gebruikt een game engine, gebaseerd op de game engine gebruikt in MM3. Ook is de manier van spelen vrijwel identiek aan MM3.
MMIV en zijn opvolger Might and Magic V: Darkside of Xeen kunnen worden gecombineerd tot een groter spel, genaamd World of Xeen. Dit wordt gevisualiseerd doordat beide spellen zich afspelen aan een “kant” van een platte planetoïde. In het gecombineerde spel worden levels beschikbaar die in geen van de individuele spellen beschikbaar zijn. Het einde van beide spellen kan worden bereikt in “World of Xeen”. Verder bevat World of Xeen een derde einde dat alleen in het gecombineerde spel mogelijk is.
MMIV en MMV waren twee van de eerste spellen die uitkwamen op cd-rom. Ook waren dit de eerste spellen waarin alle personages ('characters') “praten” tegen de speler via PCM-geluid dat op cd’s kan worden opgenomen.